# Kendji Girac

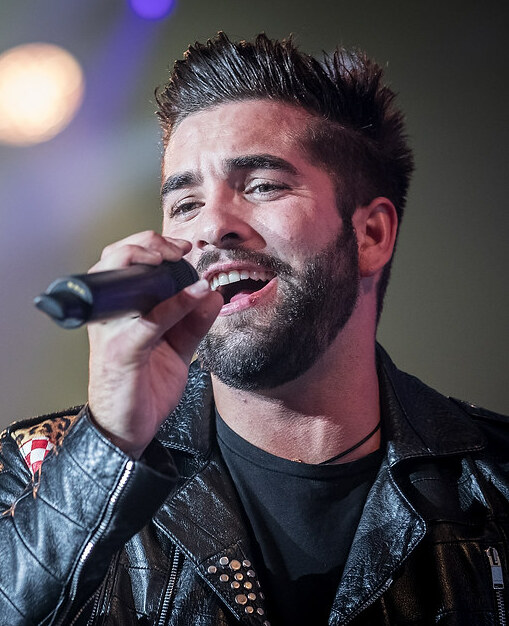
Kendji Girac (2016)

Kendji Girac (eigentlich Kendji Jason Maillié; * 3. Juli 1996 in Périgueux, Département Dordogne) ist ein französischer Sänger. Er gewann die dritte Staffel von The Voice: la plus belle voix, der französischen Version der Castingshow The Voice. Dort war er Mitglied im Team des Sängers Mika. Er veröffentlichte bisher sowohl drei Studioalben (Kendji, Ensemble und Amigo,) als auch einige Hit-Singles. Er singt Popsongs mit Einflüssen von lateinamerikanischer Musik, Dance und zeitgenössischem Flamenco.

## Biografie

### Anfänge
Girac ist der Jüngste in einer aus Katalonien stammenden Kalefamilie. Er wuchs in Saint-Astire auf. Singen und das Gitarrespielen lernte er von seinem Großvater. Die katalanische Sprache erlernte er noch vor der französischen. Mit 16 Jahren beendete er die Schule und arbeitete im Baumpflegeunternehmen seiner Familie. Durch seine Videos im Internet erlangte er schon früh Bekanntheit. Seine von spanischer Gitarrenmusik angehauchte Version von Bella, einem Lied des kongolesischen Sängers und Rappers Maître Gims, wurde von einem Freund gefilmt und verbreitete sich im Internet schnell. Ein weiterer populärer Song, den er coverte, stammt von Gérard Lenorman und trägt den Titel Si j’étais president.

### The Voice: la plus belle voix
In der 3. Staffel der französischen Ausgabe der Castingshow The Voice (Januar bis Mai 2014) trat er mit dem Titel Bella von Maître Gims auf und Coach Mika drehte sich als einziger von 3 Coaches um. In der Battle-Runde der Castingshow ließ ihn Mika gegen Youness antreten. Beide sangen den Titel Tous les mêmes von Stromae. In der Runde L'épreuve ultime sang er Hotel California von der Band Eagles. Während der Liverunden der Fernsehsendung sang er Songs wie Ma philosophie von Amel Bent, Mad World von Tears for Fears und Allumer le feu von Johnny Hallyday. Im Halbfinale sang er Belle von Garou and Daniel Lavoie, womit er sich als Finalist für sein Team qualifizierte. Schließlich gewann er das Finale mit 51 % Stimmenanteil gegen Maximilien Philippe (21 %), Amir Haddad (18 %) und Wesley (10 %) mit Songs wie Amor de mis amores / Volare von Gipsy Kings und Temps à nouveau von Jean-Louis Aubert.

### Veröffentlichungen und Charterfolge
Im Januar 2014 veröffentlichte Kendji Girac zunächst eine selbstbetitelte EP mit fünf Tracks (u. a. Color Gitano und Bella) als Download, die es auf Platz 44 der französischen Charts schaffte. Sein Debütalbum Kendji erschien am 8. September 2014 bei Mercury Records. Es wurde ein Nummer-eins-Hit in Frankreich und Belgien, in der Schweiz kam es auf Platz 22. In Frankreich war es zwölf Wochen auf Platz 1 und insgesamt 94 Wochen in den Charts. Innerhalb von vier Monaten bis Ende 2014 erreichte es dort den Diamant-Status (500.000 verkaufte Einheiten), im Folgejahr dann Doppel-Diamant-Status. In der Schweiz gewann er hiermit Gold. Sein zweites Album Ensemble, das am 30. Oktober 2015 herauskam, kam in Frankreich, Belgien und der Schweiz auf Platz 1 und erreichte ebenfalls den Diamant-Status. Mehrere seiner Singles gelangten in die französischen Charts. Erfolgreich war unter anderem Andalouse, die zweite Vorabauskoppelung aus dem Debütalbum, die sich dort 97 Wochen hielt mit einer Höchstposition auf Rang 3.

## Diskografie
Studioalben

| Jahr | Titel Musiklabel                             | Höchstplatzierung, Gesamtwochen, AuszeichnungChartplatzierungen (Jahr, Titel, Musiklabel, Platzierungen, Wochen, Auszeichnungen, Anmerkungen) | Höchstplatzierung, Gesamtwochen, AuszeichnungChartplatzierungen (Jahr, Titel, Musiklabel, Platzierungen, Wochen, Auszeichnungen, Anmerkungen) | Höchstplatzierung, Gesamtwochen, AuszeichnungChartplatzierungen (Jahr, Titel, Musiklabel, Platzierungen, Wochen, Auszeichnungen, Anmerkungen) | Anmerkungen                                                   |
| Jahr | Titel Musiklabel                             | FR | BEW | CH | Anmerkungen                                                   |
| ---- | -------------------------------------------- | --- | --- | --- | ------------------------------------------------------------- |
| 2014 | Kendji Island Def Jam (UMG)                  | FR1 ×3Dreifachdiamant · (126 Wo.)FR | BEW1 Platin · (137 Wo.)BEW | CH22 Gold · (95 Wo.)CH | Erstveröffentlichung: 8. September 2014 Verkäufe: + 1.530.000 |
| 2015 | Ensemble Island Def Jam (UMG)                | FR1 ×2Doppeldiamant · (102 Wo.)FR | BEW1 ×2Doppelplatin · (114 Wo.)BEW | CH1 (54 Wo.)CH | Erstveröffentlichung: 30. Oktober 2015 Verkäufe: + 1.040.000  |
| 2018 | Amigo Island Def Jam (UMG)                   | FR1 Diamant · (140 Wo.)FR | BEW1 Gold · (115 Wo.)BEW | CH7 (21 Wo.)CH | Erstveröffentlichung: 31. August 2018 Verkäufe: + 510.000     |
| 2020 | Mi vida Island Def Jam (UMG)                 | FR2 ×3Dreifachplatin · (151 Wo.)FR | BEW1 Platin · (… Wo.)BEW | CH5 (17 Wo.)CH | Erstveröffentlichung: 9. Oktober 2020 Verkäufe: + 320.000     |
| 2022 | L’école de la vie K7G / Island Def Jam (UMG) | FR1 Platin · (96 Wo.)FR | BEW3 (33 Wo.)BEW | CH11 (6 Wo.)CH | Erstveröffentlichung: 11. November 2022 Verkäufe: + 100.000   |
| 2024 | Vivre… K7G / Island Def Jam (UMG)            | FR3 Gold · (… Wo.)FR | BEW3 (… Wo.)BEW | CH14 (1 Wo.)CH | Erstveröffentlichung: 4. Oktober 2024 Verkäufe: + 50.000      |